# Bhandaria Upazila
Bhandaria Upazila är ett underdistrikt i Bangladesh. Det ligger i den södra delen av landet, 140 kilometer söder om huvudstaden Dhaka. 
Trakten runt Bhandaria Upazila består till största delen av jordbruksmark. Runt Bhandaria Upazila är det mycket tätbefolkat, med 1 177 invånare per kvadratkilometer.